# Nigel Quashie
Nigel Francis Quashie (Southwark, 1978. július 30. –) skót labdarúgó, aki jelenleg a West Ham Unitedben játszik. Pályafutása során már több mint 300 bajnoki mérkőzésen lépett pályára. Pályafutása elején az angol U21-es válogatottban szerepelt. Nagyapja skót volt, ennek köszönhetően a skót válogatottban is pályára léphetett 14 alkalommal.

## Magánélete
Quashie Southwarkban született ghánai apa és angol anya gyermekeként. Tíz évig volt házas, Joanna nevű felesége egy lányt és egy fiút szült neki. A fiú 1999-ben, nem sokkal születése után meghalt. Miután elváltak, Quashie Kerry Clarke-kal kezdett kapcsolatot, akitől azóta született egy fia.

## Pályafutása

### Queens Park Rangers
Quashie a Queens Park Rangers ifiakadémiáján kezdett futballozni, 1995 augusztusában került fel a felnőtt keretbe. Néhány hónappal később, decemberben mutatkozhatott be a Premier League-ben, egy Manchester United elleni mérkőzésen. Az 1995/96-os idény végéig összesen 11 bajnokin lépett pályára, csapata végül kiesett az élvonalból. Az 1997/98-as szezonra sikerült beverekednie magát a QPR kezdőjébe, összesen 34 meccsen kapott lehetőséget.

### Nottingham Forest
1998 nyarán 2,5 millió font ellenében a Premier League-ben szereplő Nottingham Foresthez igazolt. Első ottani szezonjában 18-szor lépett pályára, a Forest pedig kiesett. Az 1999/00-es évadra sikerült állandó helyet szereznie magának a nottinghamieknél, de a csapat rendkívül rosszul szerepelt, így David Platt menedzser több játékost átadólistára tett, köztük Quashie-t is.

### Portsmouth
2000 augusztusában a Portsmouth 600 ezer fontot fizetett érte a Nottinghamnek. Quashie hamar beilleszkedett és fontos tagja lett a csapatnak. A 2002/03-as szezonban, amikor a Pompey bajnok lett a másodosztályban, 44 meccsen játszott. A következő idényben sérülések hátráltatták, de amikor egészséges volt, szinte mindig pályára lépett. Annak ellenére, hogy kihagyhatatlannak számított a kék mezeseknél, a csapat vezetői nem adtak neki új szerződést.

### Southampton
Quashie 2005 telén a Southamptonhoz igazolt. A piros-fehérek 2,1 millió fontot fizettek érte és egy három és fél évre szóló szerződést adtak neki. Már január 22-én, egy Liverpool elleni mérkőzésen bemutatkozhatott volna, de egy edzésen megsérült, így a debütálásra februárig várnia kellett.
Jason Dodd eladása után ő lett a csapatkapitány, de ő sem tudta megmenteni a csapatot a kieséstől. Ennek ellenére azt mondta, nem bánta meg, hogy a Southampton játékosa lett, mivel nem volt megelégedve azzal a bánásmóddal, amiben a Portsmouth-nál részesítették. Harry Redknapp távozása után, 2006 januárjában aztán mégis távozott.

### West Bromwich Albion
Pályafutását a West Bromwich Albionnál folytatta, akik 1,2 millió fontért igazolták le. Egy Blackburn Rovers ellen 2-0-ra megnyert találkozón mutatkozott be új csapatában, 2006. február 4-én. Három héttel később, a Middlesbrough ellen kiállították. Dühében durva szavakkal illette a játékvezető asszisztenseit, ami miatt összesen öt meccsre tiltották el és 5000 fontra büntették. Egyetlen gólját a West Bromnál az Arsenal elleni szerezte, egy 3-1-re elvesztett mérkőzésen. A szezon végén a WBA kiesett a Premier League-ből. A következő szezon felénél csapata megvált tőle, mivel Tony Mowbray menedzser szerette volna átalakítani keretét.

### West Ham United
Quashie 2007 telén 1,5 millió fontért a West Ham Unitedhez került és ő is segített a londoniaknak elkerülni a kiesést. Érdekesség, hogy a nyolc meccsből, melyet a 2006/07-es szezonban a pályán töltött, egyet sem nyert meg csapata. A következő idényben lábsérülése miatt egyetlen mérkőzésen sem léphetett pályára, csak 2008 augusztusában, egy Queens Park Rangers elleni barátságos meccsen térhetett vissza a pályára.

#### Birmingham City
2008. október 22-én kölcsönben a Birmingham Cityhez igazolt. A Kékek eredetileg csak egy hónapig szerették volna maguknál tartani, de végül 2009 januárjáig maradt. Már rögtön kölcsönvétele napján pályára lépett, egy Crystal Palace elleni bajnokin. Minden sorozatot egybevéve 11 találkozón segítette a Birminghamet, majd január 19-én visszatért a West Hamhez.

#### Wolverhampton Wanderers
Quashie-t 2009. január 22-én a szezon végéig kölcsönvette a Wolverhampton Wanderers, mely végül bajnoki címet ünnepelhetett a másodosztályban. Három bajnokin jutott lehetőséghez.

## Válogatott
A Queens Park Rangersben mutatott jó formájának köszönhetően Quashie-t az U21-es és a tartalék angol válogatottba is behívták. Mivel nagyapja skót volt, választhatott, hogy az angol vagy a skót válogatottat szeretné-e szolgálni. A skótok 2004 áprilisában meghívót küldtek neki, amit el is fogadott.
Észtország ellen kapott először lehetőséget a bizonyításra. Andrew Watson után ő volt az első színes bőrű játékos a skót válogatottban. Első és máig egyetlen gólját Trinidad és Tobago 4-1-es legyőzése során szerezte a nemzeti csapatban. Eddig 14 alkalommal szerepelt a válogatottban.

## Külső hivatkozások
- Nigel Quashie pályafutásának statisztikái a Soccerbase oldalon (angolul)

- Nigel Quashie statisztikái a Skót Labdarúgó-szövetség honlapján
- Nigel Quashie adatlapja a West Ham United honlapján